# Ingrid Neumann-Holzschuh
Ingrid Neumann-Holzschuh (* 25. Oktober 1953 in Osterode am Harz) ist eine deutsche Romanistin, Sprachwissenschaftlerin und Hochschullehrerin.

## Leben
Ingrid Neumann-Holzschuh studierte Romanistik und Anglistik an den Universitäten Köln, Kiel und Tours. Nach dem Studium arbeitete sie am Lehrstuhl von Annegret Bollée an der Universität Bamberg, wo sie 1985 mit einer Arbeit zum Kreolischen in Louisiana promoviert wurde und sich 1993 mit einer Arbeit zur Satzgliedanordnung im Altspanischen habilitierte. Es folgte die Vertretung einer Professur an der Katholischen Universität Eichstätt (1993–1995). Von 1995 bis 2019 war Ingrid Neumann-Holzschuh Professorin für Romanische Sprachwissenschaft (Französisch und Spanisch) an der Universität Regensburg. Sie ist Trägerin der Ehrennadel der Universität.

## Funktionen
Ingrid Neumann-Holzschuh bekleidete verschiedene Funktionen in der akademischen Selbstverwaltung sowie in romanistischen Fachverbänden:
- Stellv. Vorsitzende des Deutschen Hispanistenverbandes (1997 – 2001);
- Stellv. Vorsitzende des deutschen Romanistenverbandes. (2003 – 2005);
- Dekanin der Philosophischen Fakultät IV (2005 – 2007);
- Mitglied des Senats und des Hochschulrats der Universität Regensburg (2007 – 2009);
- Prorektorin für Internationale Angelegenheiten, Öffentlichkeitsarbeit, Alumni und Fundraising der Universität Regensburg (2009 – 2011);
- Mitglied des Hochschulrats der Ostbayerischen Technischen Hochschule Regensburg (2011 – 2016).
- Von 2005 bis 2011 gab sie die interdisziplinäre Zeitschrift für Kanada-Studien heraus und war von 2007 bis 2018 Mitglied des Kuratoriums der Stiftung für Kanada-Studien.[2]

## Forschung
Die Forschungsschwerpunkte von Ingrid Neumann-Holzschuh liegen in folgenden Bereichen: Französische Kreolsprachen (insbesondere Louisiana), die Varietäten des Französischen in Nordamerika, das Spanische in den USA, die interne und externe Geschichte des Spanischen, Sprachkontakt und Sprachwandel.
Folgende Forschungsprojekte wurden von der Deutschen Forschungsgemeinschaft (DFG) gefördert: 2003 bis 2008: Grammaire comparée des français d’Acadie et de Louisiane; 2011 bis 2018 Dictionnaire étymologique des créoles français d’Amérique (zusammen mit Annegret Bollée und Dominique Fattier).

## Ausgewählte Publikationen
- Neumann, Ingrid: Le créole de Breaux Bridge, Louisiane – Etude morphosyntaxique – textes – vocabulaire. (Kreolische Bibliothek 7), Buske, Hamburg 1985.
- Bollée, Annegret / Ingrid Neumann-Holzschuh: Spanische Sprachgeschichte. Klett Verlag, Stuttgart 2003 (Uni Wissen).
- Neumann-Holzschuh, Ingrid / Mitko, Julia, Grammaire comparée des français d'Acadie et de Louisiane. Avec un aperçu sur Terre-Neuve (GraCoFAL) Berlin / Boston (de Gruyter) 2018.
- Dictionnaire étymologique des créoles français d'Amérique (DECA) sous la direction de Annegret Bollée, Dominique Fattier, Ingrid Neumann-Holzschuh, Première Partie: Mots d'origine française 3 vol. - Hamburg (Buske) 2018 (Kreolische Bibliothek 29). Deuxième Partie: Mots d'origine non française ou inconnue 1 vol. - Hamburg (Buske) 2017 (Kreolische Bibliothek 28)
- Klingler, Thomas A. & Neumann-Holzschuh, Ingrid, "Louisiana Creole", in: Susanne M. Michaelis, Philippe Maurer, Martin Haspelmath & Magnus Huber (eds.), The Survey of Pidgin & Creole Languages, Vol. II: Portuguese-based, Spanish-based and French-based Languages, Oxford (University Press) 2013, 229–240 (+  “Louisiana Creole structure dataset” in S. Michaelis et al. (eds.), Atlas of Pidgin and Creole Language Structures Online, Leipzig, Max Planck Institute for Evolutionary Anthropology 2013)
- Neumann-Holzschuh, Ingrid, „Carrefour Louisiane. Aspects of Language Contact in the History of Louisiana French“, in: Journal of Language Contact 7 (2014), 124–153, doi:10.1163/19552629-00701006
- Neumann-Holzschuh, Ingrid, "Entre la Caraïbe et l'Amérique du Nord: Le créole louisianais et son lexique à la lumière de ses contacts linguistiques et culturels", in: Ottmar Ette/Gesine Müller (eds.): New Orleans and the Global South. Caribbean, Creolization, Carnival, Hildesheim (Olms), 2017, 71–96